# Vladimir Zayets
Vladimir Zayets (* 4. Mai 1981 in Baku, AsSSR, Sowjetunion) ist ein ehemaliger aserbaidschanischer Leichtathlet im Behindertensport.

## Sportliche Laufbahn
Erste internationale Erfahrungen sammelte Vladimir Zayets vermutlich im Jahr 2005, als er bei den Islamic Solidarity Games in Mekka mit 15,73 m den vierten Platz im Dreisprung belegte. Im Jahr darauf gewann er bei den Para-Weltmeisterschaften in Assen die Silbermedaille im Dreisprung und belegte im Weitsprung den vierten Platz. 2008 nahm er an den Sommer-Paralympics in Peking teil und gewann dort mit 15,00 m die Bronzemedaille in der F12-Klasse für sehbeinträchtige Personen hinter Osamah al-Shanqiti aus Saudi-Arabien und dem Ukrainer Iwan Kyzenko. Zudem belegte er im Weitsprung mit 6,81 m den vierten Platz. 2011 gewann er bei den Para-Weltmeisterschaften in Christchurch die Bronzemedaille im Dreisprung hinter seinem Landsmann Oleq Panyutin und Iwan Kyzenko aus der Ukraine. Im Weitsprung belegte er den vierten Platz. Im Jahr darauf siegte er bei den Para-Europameisterschaften in Stadskanaal, ehe er bei den Sommer-Paralympics in London mit 15,01 m die Silbermedaille hinter seinem Landsmann Oleq Panyutin gewann. Zudem gewann er mit der 4-mal-100-Meter-Staffel in 43,92 s die Bronzemedaille (T11-T13) hinter den Teams aus Russland und der Volksrepublik China. 2013 gewann er bei den Para-Weltmeisterschaften in Lyon die Goldmedaille im Dreisprung. 2017 beendete er seine aktive sportliche Karriere und ist seitdem als Trainer, unter anderem für den Paralympics-Sieger im Weitsprung von 2024, Səid Nəcəfzadə, tätig.